# جغا زنبيل
جغازنبيل باللغة الفارسية وباللغة العيلامية (دارأنتاش) وهو معبد عيلامي في محافظة خوزستان، إيران وهي من ضمن قلة من الزقورات الموجودة خارج بلاد الرافدين وتقع 26كلم جنوب-جنوب شرق دزفول، 30 كلم جنوب شرق سوسة.

## التسمیة والتاريخ
الاسم العيلامي لهذا البناء هو زقورة دور إنتاش، من مفردة زقورة السامية الأكدية بمعنى مكان المرتفع أو قمة الجبل و دور أنتاش تركيب مفردة دور والتي تعني في العيلامية بيت أو المدينة كما في اللغة العربية وإنتاش اسم الملك العيلامي الذي بنا هذه المدينة والمعبد
دور أنتاش،زقورة تتكون من خمسة طوابق بنيت من طوب الطين المصهور على يد الملك العيلامي أنتاش جال في حدود 1250قبل الميلاد في جنوب شرق مدينة السوس أو سوسا عاصمة الحضارة العيلامية.
حضارة عيلام من أقدم الحضارات في الشرق القديم و عاصرت حضارة سومر و أكد و بابل في وادي الرافدين و حضارة ماري في سورية وحضارة دلمون و مجان في بحرين وعمال الحالية .

## التسجيل في اليونسكو
في عام ١٩٧٩، سُجِّلت جغا زنبيل كأول موقع إيراني للتراث العالمي في قائمة اليونسكو للتراث العالمي.

## معرض الصور

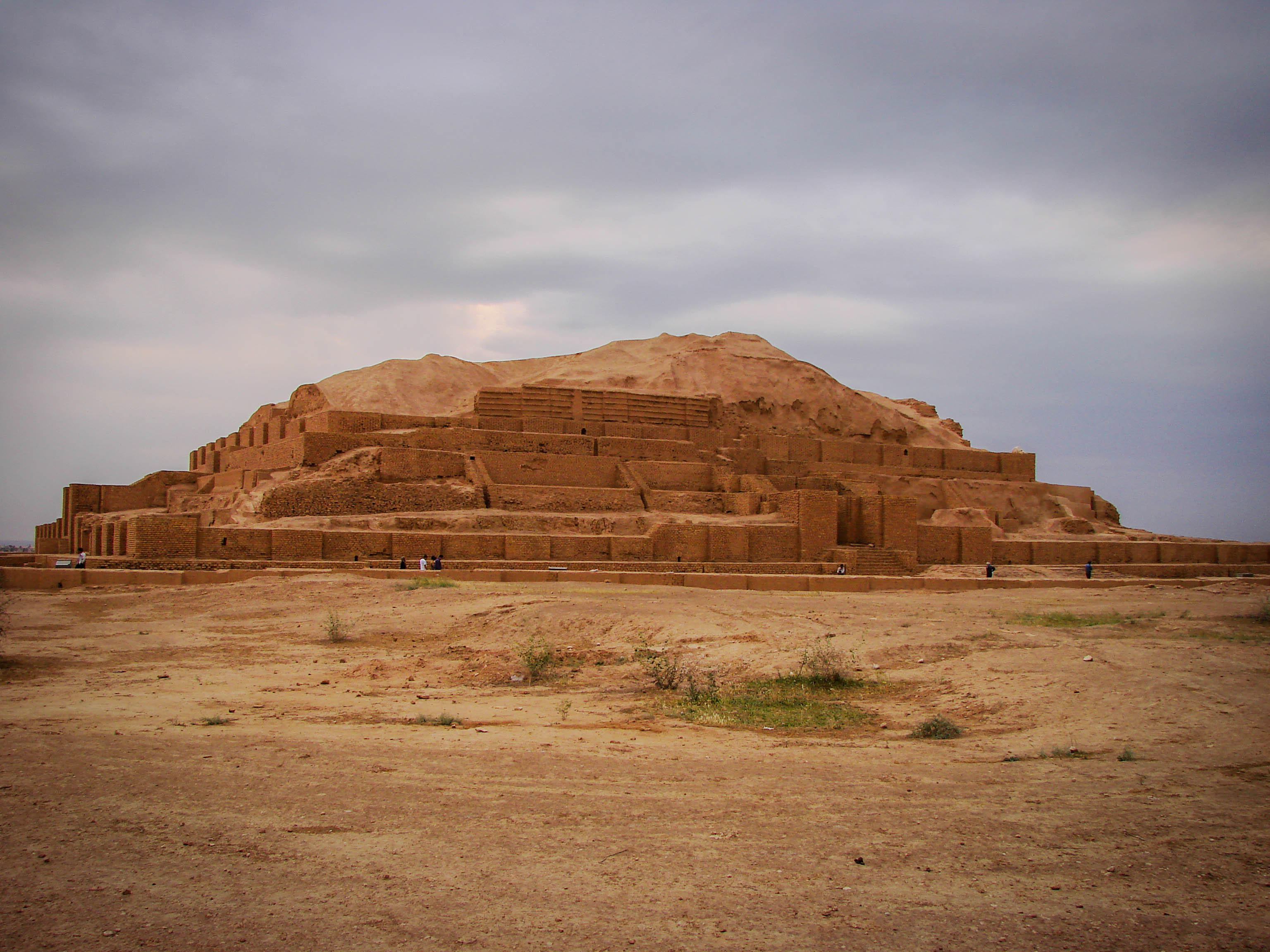
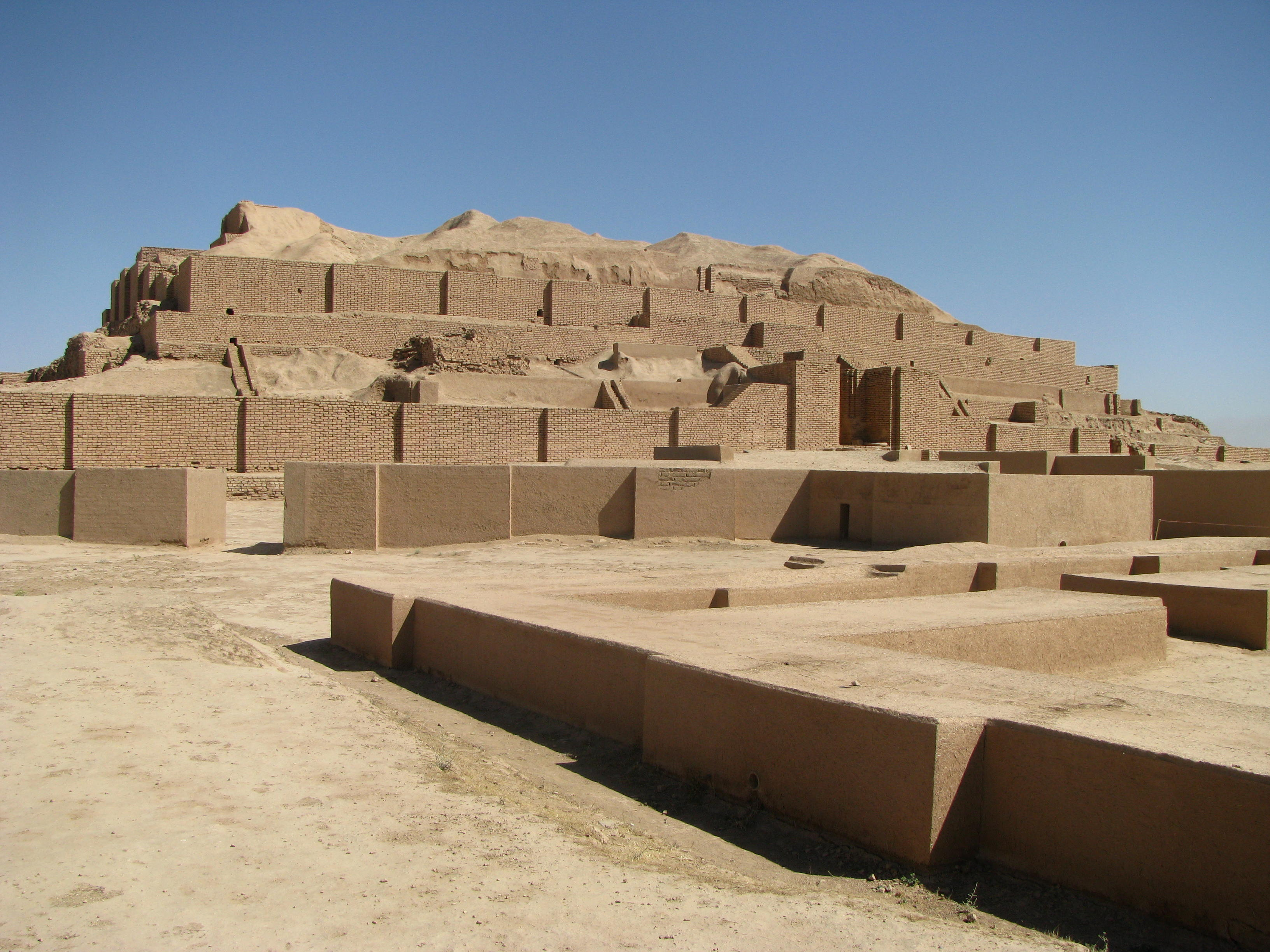
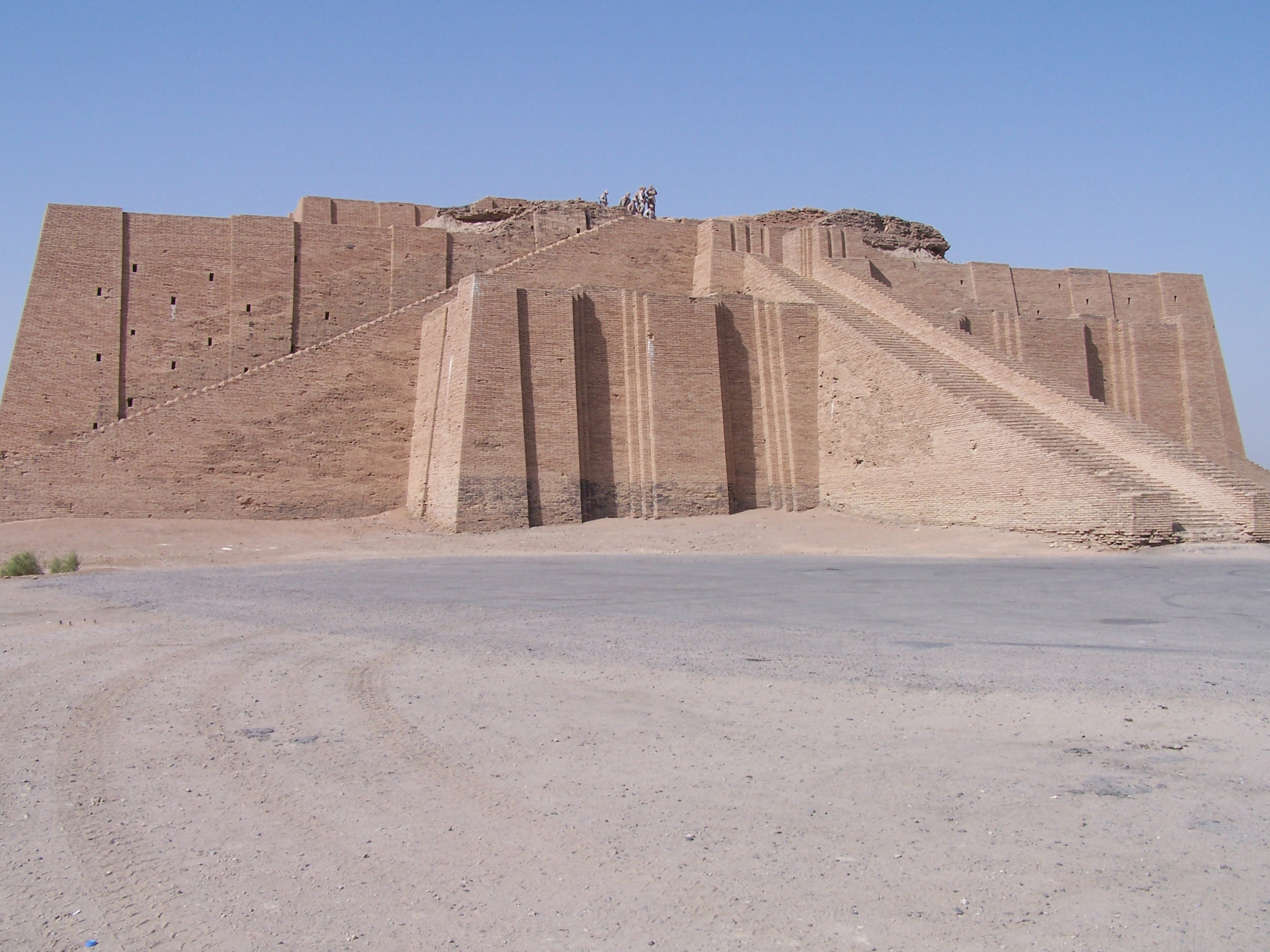
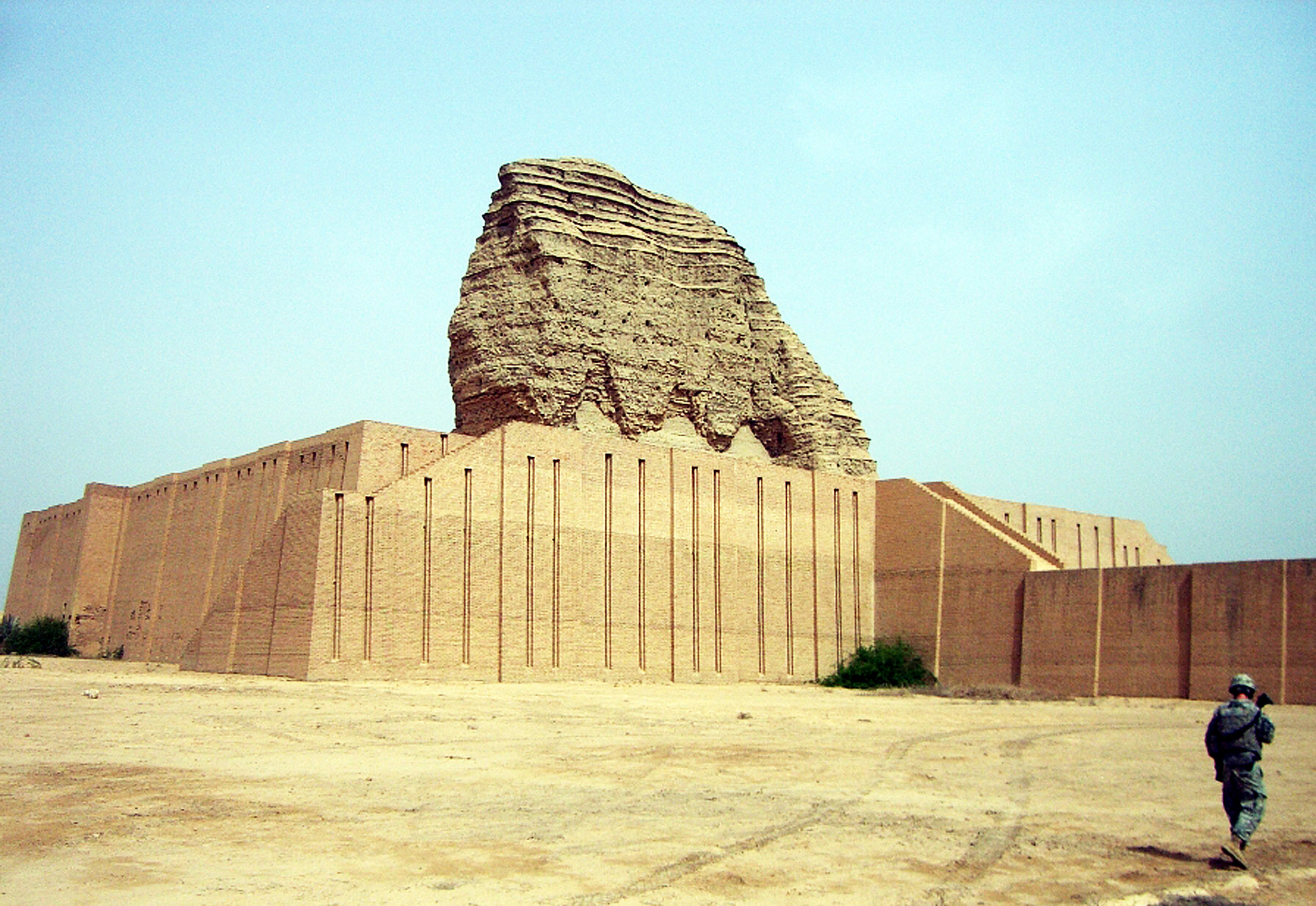

## أنظر ايضاً
- قائمة مواقع التراث العالمي في إيران